# Монтелупо Албезе
Монтелу̀по Албѐзе (на италиански: Montelupo Albese; на пиемонтски: Montluv, Монтълув) е село и община в Северна Италия, провинция Кунео, регион Пиемонт. Разположено е на 564 m надморска височина. Населението на общината е 536 души (към 2010 г.).